# Pan Ku
Pan Ku (čínsky pchin-jinem Bān Gù, znaky 班固; 32–92), zdvořilostní jméno Meng-ťien (čínsky pchin-jinem Mèngjiān, znaky zjednodušené 孟坚, tradiční 孟堅, byl čínský historik a básník chanské doby, autor Chan-šu, dějin dynastie Raná Chan.

## Život a dílo
Pan Ku se narodil roku 32 n. l., pocházel z Fu-fengu (扶風, u Sien-jangu v čínské provincii Šen-si). Jeho otcem byl Pan Piao, konfuciánský učenec, úředník a historik. I Pan Ku získal konfuciánské vzdělání a od roku 47 studoval na Vysokém učení (Tchaj-süe) v hlavním městě.
Po smrti otce roku 54 se vrátil domů. Zde prostudoval dílo otce, který po roce 36 začal psát pokračování Zápisků historika, všeobecných dějin Číny, končících vládou chanského císaře Wu-tiho (panoval v letech 141–87 př. n. l.). Pan Ku otcovo pokračování Zápisků rozvinul v dějiny Číny od roku 206 př. n. l. do 25 n. l., tj. historii dynastií raná Chan a Sin. Své dílo nazval Chan-šu, Dějiny dynastie Chan (doslova Kniha Chanů).
Po skončení tříletého smutku za otce se vrátil do státní služby, byl jmenován císařským družiníkem (lang), později povýšen na místo velitele stráže brány Süan-wu (süan-wu s’-ma, 玄武司馬). Císař Čang (vládl 75–88) si cenil vzdělanosti a znalostí Pan Kua a využíval jeho schopností, jak ve skládání básní (včetně popisných básní fu), tak při posuzování politických otázek.
Roku 89 byl Pan Ku přidělen do štábu generála Tou Siena na tažení proti Siung-nuům, tažení bylo úspěšné, ale když roku 92 upadl generál do nemilosti, byl Pan Ku zatčen a ve vězení zemřel. Dějiny Chanů dokončila Pan Kuova sestra Pan Čao. Dílo bylo, jako první z nich, vzorem pro pozdější dynastické historie. Mladší bratr Pan Kua, Pan Čchao, vojevůdce a diplomat, ve službách chanských císařů ovládal „Západní kraj“, přičemž jeho vojáci došli až ke Kaspickému moři.